# Beth Buchanan
Beth Buchanan (10 de marzo de 1972) es una actriz australiana, más conocida por haber interpretado a Gemma Ramsay en la serie Neighbours. 

## Biografía
Es hija del músico Tony Buchanan y de Jo Buchanan, una maestra. Sus hermanos mayores son los actores Simone Buchanan y Miles Buchanan. 
Está casada con el dramaturgo Raimondo Cortese, con quien tiene tres hijos.

## Carrera
Beth es miembro de la compañía Ranters Theatre que tiene su base en Melbourne, Australia.
En 1980 apareció en la serie Secret Valley donde interpretó a Beth, en ella trabajó junto a sus hermanos Simone y Miles Buchanan.
En 1982 dio vida a Nancy en la serie Runaway Island donde trabajó nuevamente con sus hermanos Simone y Miles. Ese mismo año apareció por primera vez en la serie A Country Practice donde interpretó a Amanda Petersen durante los episodios "No Apparent Reason: Part 1 & 2", un año después interpretó a la señora Kafoops y a Janis Burnett en los episodios "Little Voices: Part 1 & 2", al año siguiente dio vida a Becky Mason en los episodios "Digging Up Dirt: Part 1 & 2", en 1985 apareció nuevamente en la serie ahora interpretando a Fern Bowen en los episodios "My Way: Part 1 & 2" y su última aparición fue en 1988 donde dio vida a Emma Stevenson en los episodios "Family Ties: Part 1 & 2".
En 1988 apareció como invitada en la exitosa y aclamada serie australiana Home and Away donde interpretó a Alyce Davis, una estudiante y amiga de Alison Patterson.
El 20 de junio de 1990 se unió al elenco de otra aclamada serie australiana Neighbours en donde interpretó a Gemma Ramsay, la hija de Tom Ramsay, hasta el 25 de julio de 1991 luego de que su personaje decidiera mudarse a Newcastle con Adam Willis para iniciar una nueva vida.
En 1994 se unió al elenco recurrente de la serie policíaca Blue Heelers donde interpretó a Susan Croydon, la hija del sargento Thomas "Tom" Croydon (John Wood) hasta el 2002.
En el 2010 se unió al elenco de la serie Lowdown donde interpreta a Rita Heywood.

## Filmografía
Series de televisión
| Año             | Título             | Personaje     | Notas                          |
| --------------- | ------------------ | ------------- | ------------------------------ |
| 2010 - presente | Lowdown            | Rita Heywood  | 16 episodios                   |
| 1994 - 2002     | Blue Heelers       | Susan Croydon | 14 episodios                   |
| 1999            | Law of the Land    | Danni Cairns  | episodio "Spotlight"           |
| 1996            | Halifax f.p.       | Denise Crow   | episodio "Sweet Dreams"        |
| 1994            | The Brittas Empire | Stephanie     | episodio "Biggles Tells a Lie" |
| 1990 - 1991     | Neighbours         | Gemma Ramsay  | 89 episodios                   |
| 1989            | Hey Dad..!         | Elaine        | 3 episodios                    |
| 1988            | Home and Away      | Alyce Davis   | 11 episodios                   |
| 1987            | The Haunted School | Vanessa       | 8 episodios - miniserie        |
| 1987            | The Flying Doctors | Julie Cleary  | episodio "Good Day for It"     |
| 1985            | A Country Practice | Fern Bowen    | 2 episodios                    |
| 1984            | Five Mile Creek    | Bessie        | episodio "The Scrub Bulls"     |
| 1982            | Runaway Island     | Nancy         | -                              |
| 1980            | Secret Valley      | Beth          | -                              |

Películas
| Año  | Título                                  | Personaje          | Notas                                                                                        |
| ---- | --------------------------------------- | ------------------ | -------------------------------------------------------------------------------------------- |
| 2007 | The King                                | Val Wesley         | junto a Stephen Curry, Shaun Micallef, Steve Bisley, Bernard Curry, Beau Brady & Jane Allsop |
| 2007 | The Tragedy of Hamlet Prince of Denmark | Ophelia            | junto a Heather Bolton, Brian Lipson, Steve Mouzakis & Richard Pyros                         |
| 2003 | The Situation Room                      | -                  | corto - junto a Lee Cormie, Shaun Dumbrell & Ben Harkin                                      |
| 2002 | The Hard Word                           | Enfermera          | junto a Guy Pearce, Rachel Griffiths, Robert Taylor, Joel Edgerton & Vince Colosimo          |
| 2001 | A Telephone Call for Genevieve Snow     | Genevieve Snow     | corto - junto a Damien Richardson & Esme Melville                                            |
| 1992 | Mission: Top Secret                     | Danielle           | junto a Danielle Spencer, Shane Briant & Sharon Consterdine                                  |
| 1991 | Pirates Island                          | Sarah              | junto a Cornelia Frances, Les Hill, John Jarratt, Matt Doran & Sancho Gracia                 |
| 1990 | The Rogue Stallion                      | Anna Peterson      | junto a Brian Rooney, Michele Fawdon, Rawiri Paratene & Dean O'Gorman                        |
| 1990 | The Phantom Horsemen                    | Charlotte          | junto a Marshall Napier, Bryan Marshall, Antoinette Byron & John Bonney                      |
| 1986 | The Last Frontier                       | Zoe Hannon         | junto a Asher Keddie, Linda Evans, Peter Billingsley, Peter Ford & Judy Morris               |
| 1985 | Fortress                                | Leanne             | junto a Asher Keddie, Rachel Ward, Rebecca Rigg, Elaine Cusick & Rebecca Rigg                |
| 1983 | Zero Zero                               | Niña               | junto a Simone Baker, Dora Batt, Mike Batt & Cecil Bratton                                   |
| 1982 | Island Trader                           | Joanne             | junto a John Ewart, Sancho Gracia, Eric Oldfield, Ruth Cracknell & Neil Fitzpatrick          |
| 1978 | A Good Thing Going                      | Niña en el Mercado | junto a Chris Haywood, Miles Buchanan, Simone Buchanan, Ray Marshall y Tina Bursill          |

Teatro
| Año             | Obra                                  | Personaje | Director (a)    | Teatro             | Notas                                                              |
| --------------- | ------------------------------------- | --------- | --------------- | ------------------ | ------------------------------------------------------------------ |
| 2010, 2011      | Intimacy                              | -         | Adriano Cortese | Beckett Theatre    | junto a Paul Lum y Patrick Moffatt                                 |
| 2007, 2009      | Affection: Three Cities               | -         | Adriano Cortese | -                  | junto a Heather Bolton, Paul Lum y Patrick Moffatt                 |
| 2003, 2008      | The Wall                              | -         | Adriano Cortese | -                  | junto a Kristina Bidenko, Heather Bolton y Patrick Moffatt         |
| 2003            | God's Last Acre                       | -         | Peter Houghton  | -                  | junto a Nell Feeney, Sue Jones, Matthew Robinson y Samantha Tolj   |
| 2001, 2003      | St Kilda Tales                        | -         | Adriano Cortese | Manchester Theatre | junto a Zoe Burton, Luke Elliot, Patrick Moffatt y Glenn Perry     |
| 2002            | The Unicorn                           | -         | Amanda Brotchie | -                  | junto a Heather Bolton, Ernie Gray, Tess Masters y Torquil Neilson |
| 2000-2003, 2005 | Roulette                              | -         | Adriano Cortese | Ranters Theatre    | junto a Heather Bolton, Zoe Burton y Torquil Neilson               |
| 2000            | Legacy                                | -         | -               | Ranters Theatre    | -                                                                  |
| 2000            | Hotel                                 | -         | -               | Ranters Theatre    | -                                                                  |
| 1997, 1999      | Features of Blown Youth               | Syv       | Adriano Cortese | Ranters Theatre    | junto a Zoe Burton, Patrick Moffatt y Torquil Neilson              |
| 1996            | The Large Breast/The Upside-Down Bell | -         | Brett Adam      | Ranters Theatre    | junto a Luke Elliot                                                |
| 1995            | Crimes of the Heart                   | -         | David Myles     | Universal Theatre  | junto a Simone Buchanan, Susanne Chapman y David Tredinnick        |
| 1996            | Death by Misadventure                 | -         | Marcia Ferguson | Ranters Theatre    | junto a Luke Elliot, Carole Patullo, John Penman y Liz Welch       |